# Платискис (Удине)
Платискис је насеље у Италији у округу Удине, региону Фурланија-Јулијска крајина.
Према процени из 2011. у насељу је живело 58 становника. Насеље се налази на надморској висини од 653 м.